# Cursa de la Mercè
La Cursa de la Mercè, és una cursa atlètica de caràcter popular i d'inscripció gratuïta que es disputa anualment pels carrers de Barcelona des de l'any 1979. Està organitzada per l'Ajuntament de Barcelona, amb la direcció tècnica de l'Agrupació Atlètica Catalunya.
La cursa se celebra la matinal del diumenge de la segona quinzena de setembre, formant part dels actes de les Festes de la Mercè. El seu recorregut actual discorre pels carrers més cèntrics de Barcelona, amb sortida i arribada a l'Avinguda de Maria Cristina, entre la Plaça d'Espanya i la muntanya de Montjuïc. Durant la seva història, ha tingut moltes variacions de distància, entre 8 i 11 quilòmetres, tot i que la majoria d'ocasions la seva distància ha estat de deu quilòmetres. El seu recorregut i participació també ha estat ben divers, de vegades amb força participació, així, per exemple, durant els anys vuitanta s'arribà a la inscripció de 20.000 participants. Els atletes que més vegades han guanyat són Joan Viudes, en quatre ocasions, i Núria Pastor Amorós, en set.

## Palmarés
| Edició | Any  | Vencedor                            | Temps(h:m:s) | Vencedora                      | Temps(h:m:s) |
| ------ | ---- | ----------------------------------- | ------------ | ------------------------------ | ------------ |
| 46a    | 2024 | Ismail Atriki (CAT)                 | 0:29:55      | Cristina Silva Feliu (CAT)     | 0:34:24      |
| 45a    | 2023 | Mohamed El Ghazouany (MAR)          | 0:29:20      | Douae Ouboukir El Oihabi (MAR) | 0:34:47      |
| 44a    | 2022 | Artur Bossy (CAT)                   | 0:30:01      | Cristina Silva Feliu (CAT)     | 0:35:11      |
| 43a    | 2021 | Alejandro Rodríguez Pritchard (CAT) | 0:30:32      | Cristina Silva Feliu (CAT)     | 0:34:48      |
| 42a    | 2020 | Artur Bossy Anguera (CAT)           | 0:30:20      | Gemma Barrachina (VAL)         | 0:34:19      |
| 41a    | 2019 | Artur Bossy Anguera (CAT)           | 0:30:12      | Gemma Barrachina (VAL)         | 0:35:16      |
| 40a    | 2018 | Mourad El Bannouri (MAR)            | 0:29:34      | Miriam Ortiz Rivas (CAT)       | 0:35:52      |
| 39a    | 2017 | Mourad El Bannouri (MAR)            | 0:29:24      | Lídia Rodríguez (SPA)          | 0:34:12      |
| 38a    | 2016 | Carles Castillejo i Salvador (CAT)  | 0:29:59      | Laia Andreu i Trias (CAT)      | 0:35:37      |
| 37a    | 2015 | David Martínez (CAT)                | 0:30:50      | Hasna Bahom Benhomar (MAR)     | 0:37:52      |
| 36a    | 2014 | Driss Lakhouaja (MAR)               | 0:30:08      | Hasna Bahom Benhomar (MAR)     | 0:36:58      |
| 35a    | 2013 | Carles Castillejo i Salvador (CAT)  | 0:30:43      | Hasna Bahom Benhomar (MAR)     | 0:36:45      |
| 34a    | 2012 | Roger Roca Dalmau (CAT)             | 0:30:41      | Carla Bertos (CAT)             | 0:38:32      |
| 33a    | 2011 | Carles Castillejo i Salvador (CAT)  | 0:30:02      | Hasna Bahom Benhomar (MAR)     | 0:37:12      |
| 32a    | 2010 | Pol Guillén Duñó (CAT)              | 0:30:04      | Meritxell Calduch Prat (CAT)   | 0:35:14      |
| 31a    | 2009 | Ilias Fifa (MAR)                    | 0:30:07      | Hasna Bahom Benhomar (MAR)     | 0:36:39      |
| 30a    | 2008 | Mustafa Younes (MAR)                | 0:30:20      | Hasna Bahom Benhomar (MAR)     | 0:37:38      |
| 29a    | 2007 | Driss Lakhouaja (MAR)               | 0:30:15      | Isabel Eizmendi Pérez (SPA)    | 0:35:44      |
| 28a    | 2006 | Mustafa Younes (MAR)                | 0:29:34      | Meritxell Calduch Prat (CAT)   | 0:35:50      |
| 27a    | 2005 | Pol Guillén Duñó (CAT)              | 0:30:49      | Kenza Wahbi (ARG)              | 0:35:11      |
| 26a    | 2004 | Roger Roca Dalmau (CAT)             | 0:30:17      | Isabel Eizmendi Pérez (SPA)    | 0:34:14      |